# Zdzisław Dziubek
Zdzisław Albin Dziubek (ur. 27 lutego 1931 w Żelechlinku, zm. 6 kwietnia 2017) – polski specjalista w zakresie chorób odzwierzęcych, chorób zakaźnych, pasożytniczych i tropikalnych, profesor nauk medycznych, wieloletni dyrektor Instytutu Chorób Zakaźnych i Pasożytniczych Akademii Medycznej w Warszawie.

## Życiorys
W 1954 ukończył studia na Wydziale Lekarskim Akademii Medycznej w Warszawie. Był wieloletnim dyrektorem Instytutu Chorób Zakaźnych i Pasożytniczych Akademii Medycznej w Warszawie, zaś w latach 1980–2002 kierownikiem Kliniki Chorób Odzwierzęcych i Tropikalnych AM. Prof. Dziubek piastował również w latach 1988–1992 funkcję wiceprzewodniczącego Zarządu Głównego Polskiego Towarzystwa Epidemiologów i Lekarzy Chorób Zakaźnych, a w latach 1990–1994 funkcję przewodniczącego Krajowego Zespołu Specjalistycznego Chorób Zakaźnych. Był członkiem Krajowego Komitetu ds. AIDS oraz członkiem Rady Sanitarno-Epidemiologicznej Ministerstwa Zdrowia i Opieki Społecznej. Tytuł profesora uzyskał w 1991, w dorobku miał ponad sto prac naukowych.